# Zvonko Bušić

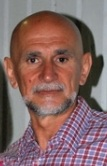
Bušić en 2009.

Zvonko Bušić (23 de enero de 1946 - 1 de septiembre de 2013) fue un nacionalista croata, responsable de secuestrar el Vuelo 355 TWA en septiembre de 1976. Posteriormente fue declarado culpable de piratería aérea y pasó 32 años en prisión en los Estados Unidos antes de ser puesto en libertad condicional y deportado en julio de 2008.

## Antecedentes
Zvonko Bušić nació en 1946 en Gorica, FS Bosnia y Herzegovina, DF Yugoslavia. Terminó la escuela secundaria en Imotski, graduándose en Zagreb, y emigró a los 20 años a Viena para continuar historia y Estudios Eslavos en la universidad. En Viena, tres años más tarde, en 1969, conoció a la estudiante estadounidense Julienne Eden Schultz, que estudiaba alemán y posteriormente se involucró en las actividades políticas de Bušić. La pareja y un amigo viajaron a Zagreb y arrojaron panfletos anti-yugoslavas de los rascacielos Ilica en Plaza de la República (ahora Plaza Ban Jelačić), tras lo cual fueron detenidos y encarcelados. Después de su liberación, Julienne regresó a Viena y en 1972, Julienne y Zvonko se casaron en Fráncfort, y más tarde se trasladaron a los Estados Unidos.

## Muerte
Zvonko Bušić se suicidó el 1 de septiembre de 2013 con arma de fuego en su casa de Rovanjska cerca de Zadar; fue descubierto por su esposa. Tenía 67 años de edad.